# Øystein Pettersen
Øystein „Pølsa“ Pettersen (* 19. Januar 1983 in Oslo) ist ein ehemaliger norwegischer Skilangläufer. Bei den Olympischen Spielen 2010 in Vancouver wurde Pettersen zusammen mit Petter Northug Olympiasieger im Teamsprint.

## Werdegang

### Sportkarriere
Øystein Pettersen startet für Bækkelagets SK. Er trat seit 2002 zunächst in FIS- und Continental-Cup-Rennen an. Bei den Junioren-Weltmeisterschaften 2003 in Sollefteå wurde Petterson Fünfter über 10 und Sechster über 30 Kilometer. Mit der norwegischen Staffel gewann er die Silbermedaille. Anschließend wurde er in Oslo erstmals im Weltcup eingesetzt und wurde in einem Sprintrennen 45. Von gelegentlichen Einsätzen im Weltcup ohne herausragende Ergebnisse abgesehen, startete Pettersen zunächst weiter in unterklassigen Rennen wie Continental-Cup, Nordamerika-Cup, Skandinavien-Cup und FIS-Rennen. Erstmals im März 2006 konnte er in Borlänge als Achter im Sprint eine Platzierung unter den Besten zehn erreichen. Seinen internationalen Durchbruch erreichte der Norweger zu Beginn der Saison 2006/07. In Düsseldorf wurde er hinter Eldar Rønning Zweiter im Sprint und mit diesem ebenfalls Zweiter im Team-Sprint am darauf folgenden Tag. In der Saison zeigte er immer wieder gute Leistungen, auch wenn er sie nicht konstant auf gleichbleibend hohem Niveau zeigen konnte. Am Ende der Saison lag er im Sprint-Gesamt-Weltcup auf dem zwölften Platz. Auch die Saison 2007/08 begann erneut mit guten Sprintergebnissen in Düsseldorf. Hier belegte der Sprintspezialist den siebten Platz.
Bei den Olympischen Spielen 2010 in Vancouver wurde Pettersen zusammen mit Petter Northug Olympiasieger im Teamsprint. Pettersen startete bis 2013 in Sprintdisziplinen, anschließend ging er zu Ausdauerdisziplinen über. Er nahm ab 2014 mehrfach an der Wettkampfserie Ski Classics teil, wo er im Jahr 2015 mit der Mannschaft Team United Bakeries in der Schweiz im Langdistanzrennen La Diagonela gewann. Für das Team trat er von 2014 bis 2016 an. Anschließend gehörte er bis 2019 die Mannschaft Team BN Bank. Im Dezember 2018 gewann er den Prolog in Livigno. Im Jahr 2019 beendete er seine internationale Karriere.

### Fernsehkarriere
Im Jahr 2022 wirkte er an der bei Norsk rikskringkasting (NRK) ausgestrahlten Musikshow Maskorama mit. Dort erreichte er im Finale den dritten Platz. Im Februar und März 2025 wurde die Dokumentarserie Team Pølsa bei NRK ausgestrahlt. In der Serie begleitet Pettersen Jugendliche mit Behinderungen, die während der Nordischen Skiweltmeisterschaften 2025 ein Skirennen absolvieren sollten. Die Serie entwickelte sich zu einem großen Publikumserfolg, so dass NRK eine zusätzliche siebte Episode anfertigen ließ und die letzten Folgen früher als geplant ausstrahlte. Pettersen selbst erhielt für seine Arbeit eine Nominierung in der Kategorie „Bester Moderator (Reality, Lifestyle und Aktuelles)“ beim Fernsehpreis Gullruten.

## Erfolge

### Weltcupsiege im Team
| Nr. | Datum         | Ort   | Disziplin           |
| --- | ------------- | ----- | ------------------- |
| 1.  | 25. März 2007 | Falun | 4 × 10 km Staffel 1 |

### Siege bei Ski-Classics-Rennen
| Nr. | Datum            | Ort     | Rennen       | Disziplin                   |
| --- | ---------------- | ------- | ------------ | --------------------------- |
| 1.  | 17. Januar 2015  | Zuoz    | La Diagonela | 43 km klassisch Massenstart |
| 2.  | 2. Dezember 2018 | Livigno | Prolog       | 28 km klassisch             |

## Auszeichnungen
- 2025: Gullruten, Nominierung in der Kategorie „Bester Moderator (Reality, Lifestyle und Aktuelles)“ (für Team Pølsa)